# 异鳞海蜥鱼
异鳞海蜥鱼（学名：Aldrovandia affinis）为輻鰭魚綱背棘魚目海蜥鱼科拟海蜥鱼属的鱼类。分布于大西洋、印度洋和太平洋的温热带深海区等，深度730至2560公尺，本魚體細長如鰻魚且側扁，吻尖突出，口下位，身體呈白色至灰褐色，背鰭硬棘1枚、背鰭軟條10-12枚，體長可達60公分，棲息在大陸坡，以橈腳類、甲殼類以及有機碎屑為食，生活習性不明，不具經濟價值。该物种的模式产地在南日本。